# Chiquita Brands International
Chiquita Brands International Sàrl es una empresa multinacional dedicada a la producción y distribución de plátanos y otros productos agrícolas bajo diversas marcas subsidiarias, conocidas colectivamente como Chiquita. La compañía cuenta con tres sedes centrales ubicadas en Fort Lauderdale (Estados Unidos), en Etoy (Vaud, Suiza) y en Santa Ana (Costa Rica).
Chiquita es la sucesora de la United Fruit Company, una empresa históricamente disputada, y se ha consolidado como la principal distribuidora de plátanos en los Estados Unidos. Además, desde 2003, es propietaria de Atlanta AG, una empresa alemana especializada en la distribución de sus productos.

## Historia

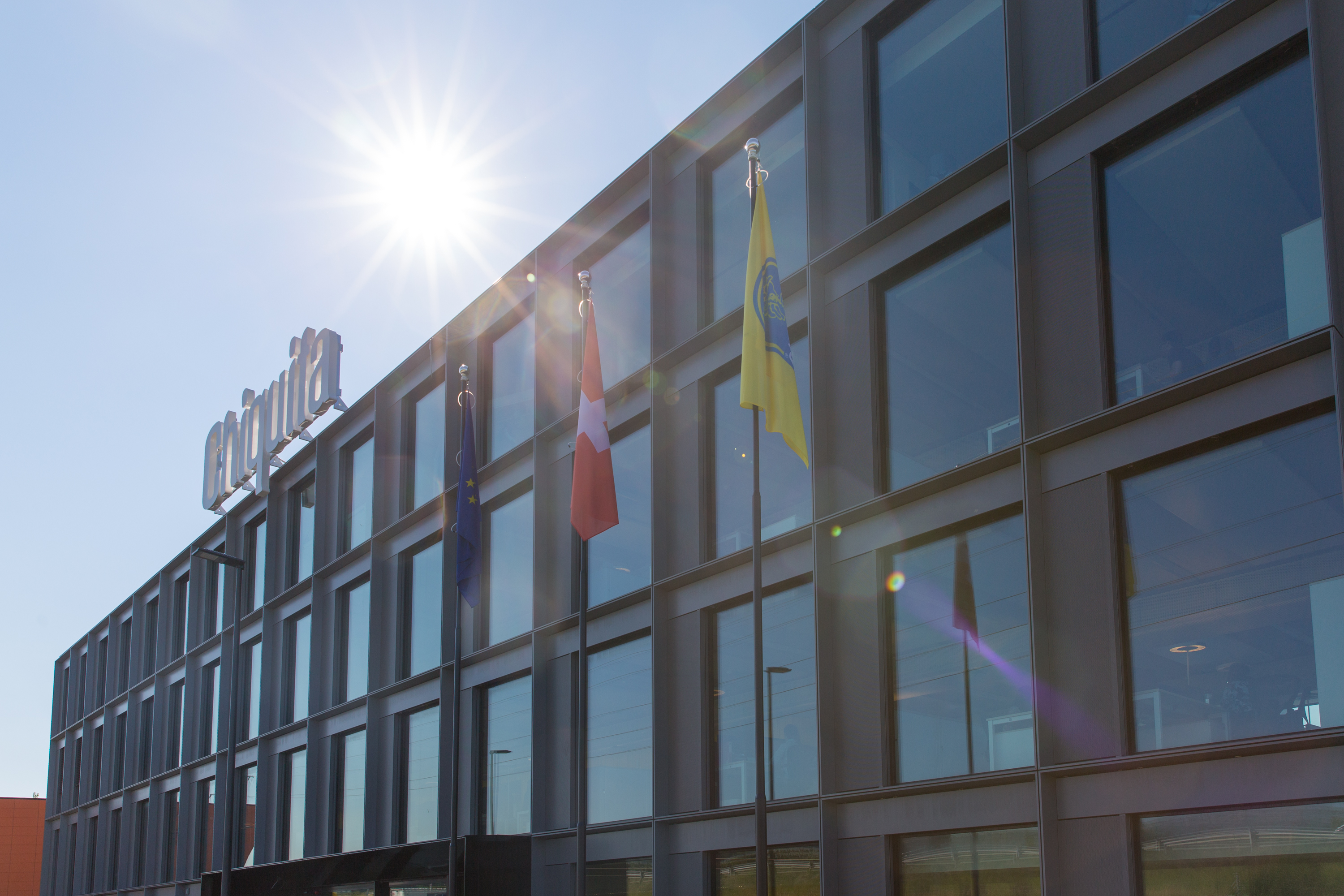
Sede de Chiquita en Etoy, Suiza

Chiquita Brands International fue fundada en 1899 bajo el nombre de United Fruit Company por el empresario ferroviario estadounidense Minor Keith, sobrino de Henry Meiggs.

En 1928, trabajadores colombianos de la compañía realizaron una huelga en protesta por las precarias condiciones laborales en las haciendas bananeras. En respuesta, la empresa solicitó la intervención del gobierno colombiano, que actuó mediante una represión violenta en el episodio conocido como la «Masacre de las Bananeras», donde habrían muerto varios cientos de trabajadores. Este suceso fue inmortalizado en la novela Cien años de soledad de Gabriel García Márquez, donde el autor recrea la tragedia y menciona la muerte de más de 1.800 trabajadores. 

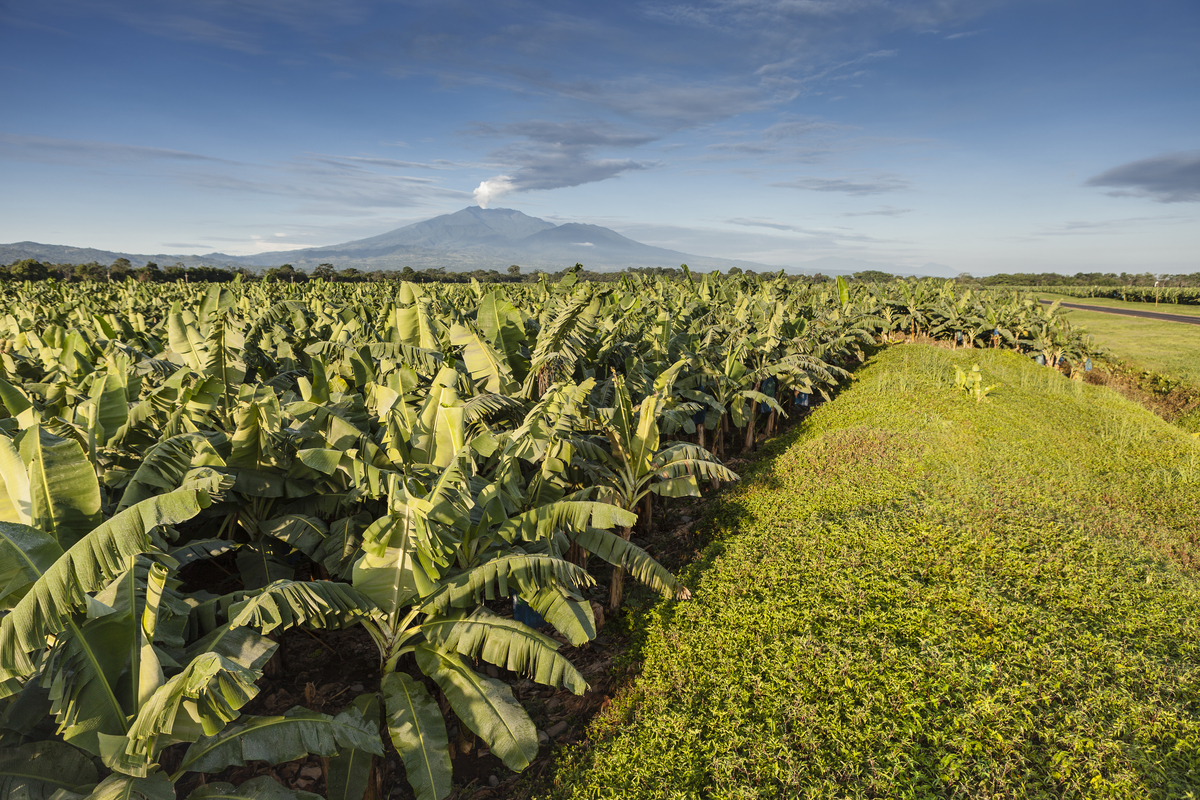
Plantación de plátanos Chiquita en Costa Rica. Al fondo el volcán Turrialba.

En 1970, la compañía paso a llamarse United Brands Company, tras fusionarse con un competidor. Posteriormente, en 1990, adoptó su nombre actual, Chiquita Brands International. Durante gran parte de su historia, Chiquita estuvo bajo el control del multimillonario de Cincinnati Carl H. Lindner Jr., quien mantuvo la mayoría accionaria hasta el 19 de marzo de 2002, cuando cedió su participación mayoritaria.

## Problemas, denuncias y controversias

### Controversia delCincinnati Enquirer

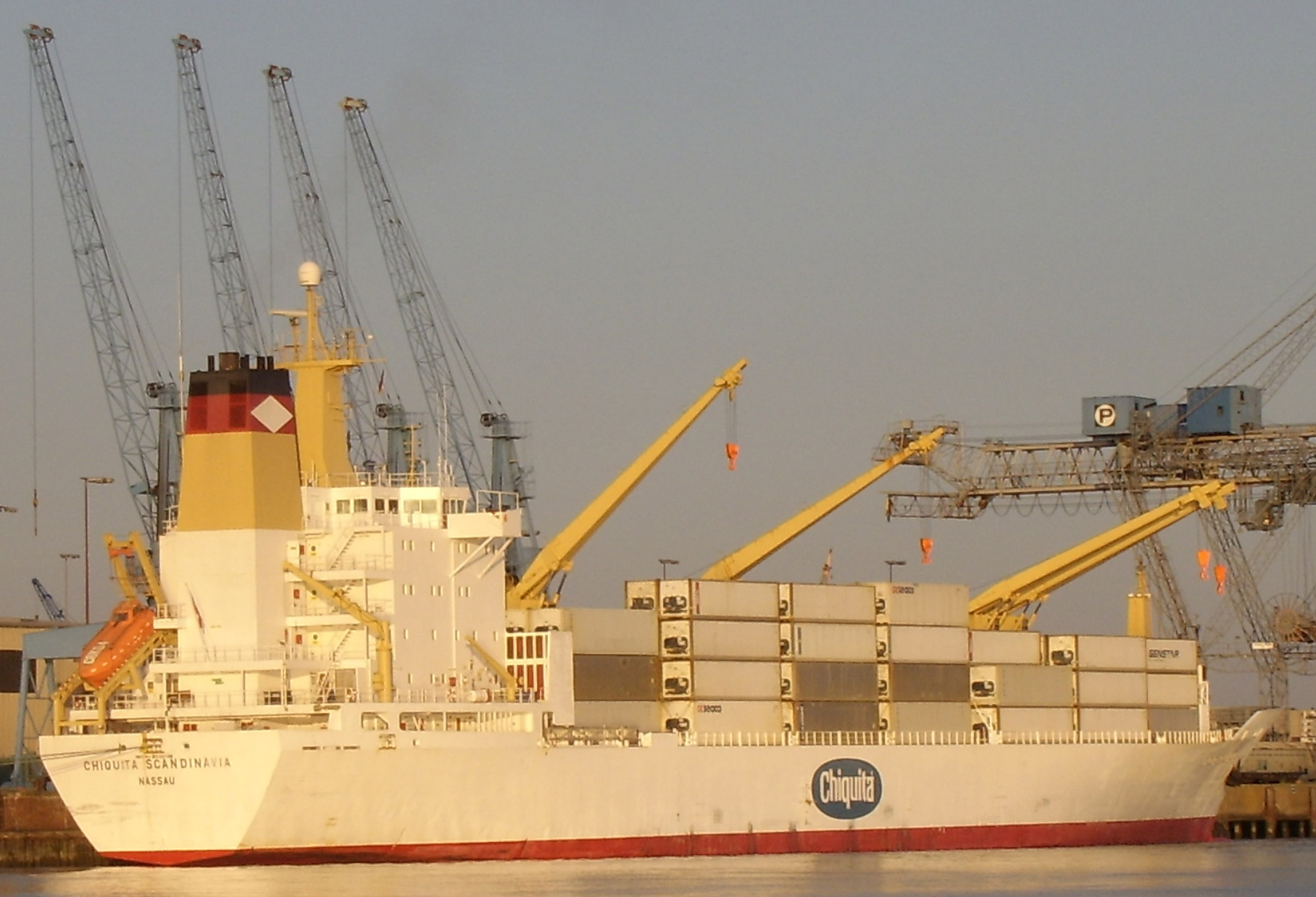
Chiquita Scandinavia, una antigua embarcación de Chiquita Brands International..

El 3 de mayo de 1998, el periódico Cincinnati Enquirer publicó en una sección de la página 18 un reportaje titulado «Los secretos de Chiquita revelados». Los artículos escritos por los reporteros investigadores Michael Gallagher y Cameron McWirther hicieron cargos a la compañía en sus plantaciones en América Central por contaminar el ambiente, permitir el ingreso de cocaína a los Estados Unidos en sus embarcaciones, sobornando a funcionarios extranjeros, evadiendo las leyes de las naciones extranjeras sobre propiedad de terrenos y por evitar un sindicato de trabajadores.
Chiquita negó todas las acusaciones y posteriormente presentó una demanda, luego de que se descubriera que Gallagher había infiltrado su sistema de correo de voz. No se encontró evidencia que vinculara a McWirther con el hecho. En junio de 1998, el Enquirer se retractó, publicó una disculpa en primera plana y le pagó a la compañía varios millones de dólares; el Columbia Journalism Review divulgó que las cantidades eran de catorce y cincuenta millones de dólares y el reporte anual de Chiquita menciona «un exceso de diez millones». Uno de los reporteros implicados, Gallagher, fue despedido. Chiquita no ha desafiado formalmente cualesquiera de las demandas efectivas levantadas en los artículos originales.

### Pagos por protección a los grupos paramilitares (Colombia)
Durante los años noventa y a principios de la década del 2000, Chiquita Brands y otras empresas internacionales se enfrentaron a la inestable situación política existente en Colombia. En ese momento era una práctica común para los grupos paramilitares extorsionar a las empresas y aterrorizar al pueblo colombiano mediante secuestros y asesinatos. A medida que la seguridad en las zonas rurales se deterioraba durante la década de 1990 y principios del siglo XXI, la empresa enfrentó crecientes dificultades para mantener las precarias condiciones laborales de sus trabajadores sin enfrentar conflictos sindicales. En respuesta, optó por realizar pagos con el objetivo de asegurar la continuidad de su modelo laboral y facilitar su expansión en el territorio colombiano.
En 2001, el Departamento de Justicia de Estados Unidos promulgó una ley que prohibía a las empresas estadounidenses realizar pagos a organizaciones terroristas extranjeras. Bajo este nuevo marco legal, los pagos efectuados por Chiquita pasaron a constituir una violación de la legislación estadounidense, generando un dilema tanto moral como legal: la empresa podía acatar la ley y suspender los pagos, arriesgando la seguridad de sus empleados, o bien continuar con los pagos para proteger a sus trabajadores y sus familias, pero infringiendo la normativa. Ante esta situación, Chiquita optó por cooperar con el Departamento de Justicia de los Estados Unidos y se ofreció a declarar voluntariamente.
El 14 de marzo de 2007, Chiquita Brands fue multada por 25 millones de dólares como parte de un caso por el Departamento de Justicia de los Estados Unidos por tener lazos con los grupos paramilitares colombianos. Según documentos de la Corte, entre 1997 y 2004, altos funcionarios de la corporación pagaron aproximadamente U$ 1,7 millones a las Autodefensas Unidas de Colombia (AUC) a cambio de la protección de empleados en las plantaciones de plátanos que se cosechaban en Colombia, también despojando a la fuerza de sus tierras a los campesinos cercanos para extenderse con complicidad del gobierno Colombiano. Chiquita Brands reconoció ante una corte federal que había realizado estos pagos y, como parte de un acuerdo con los querellantes, se declaró culpable de haber financiado una organización terrorista. A cambio, aceptó la multa de 25 millones de dólares y los documentos judiciales no revelaron las identidades de los ejecutivos que aprobaron los pagos.
En el marco de las demandas civiles presentadas por víctimas de la violencia paramilitar en Colombia, han surgido alegaciones sobre la compra de testimonios por parte de abogados que representan a las víctimas. Según informes, algunos testigos, incluyendo exintegrantes y líderes de las AUC, habrían recibido pagos de estos abogados. Mientras que las transacciones fueron presentadas como "ayudas humanitarias", Chiquita Brands y otras empresas implicadas sostienen que constituyen sobornos destinados a manipular las declaraciones de los exparamilitares y, por ende, influir en el resultado de los juicios. Documentos presentados por Chiquita Brands registran posibles inconsistencias en los testimonios de exparamilitares. Estos documentos sugieren la existencia de testigos falsos y la participación de abogados estadounidenses con intereses económicos en los litigios. Entre las pruebas presentadas se incluyen fotos, correos electrónicos y registros financieros que vinculan transferencias monetarias con declaraciones de antiguos miembros de las AUC.
En septiembre de 2024, un juez en Alabama, Estados Unidos, determinó que el abogado Terrence Collingsworth, representante de víctimas en demandas contra Chiquita Brands y Drummond, enfrentaría juicio por difamación y pago a testigos. La defensa de Chiquita ha argumentado que estos pagos comprometen la integridad del proceso judicial y cuestionan la veracidad de las declaraciones obtenidas bajo estas circunstancias.
Chiquita enfrenta actualmente graves acusaciones en un proceso judicial iniciado en junio de 2007. Según Terry Collingsworth, abogado de ciento setenta y tres familias víctimas de las milicias de las AUC, este caso podría comprometer la continuidad operativa de Chiquita. El 10 de junio de 2024, una corte federal en Florida, Estados Unidos, condenó a la multinacional bananera Chiquita Brands por financiar con 1,7 millones de dólares a las Autodefensas Unidas de Colombia (AUC) entre 1997 y 2004. Como resultado, la empresa fue condenada a pagar 38,3 millones de dólares en indemnizaciones a las familias demandantes, cuyos familiares fueron asesinados por las AUC en las regiones de Urabá, Antioquia y Magdalena. Este fallo representa un precedente histórico en la responsabilidad corporativa por el financiamiento de grupos armados ilegales. Chiquita ha anunciado su intención de apelar la decisión, lo que indica que el proceso legal podría prolongarse.
Adicionalmente, en octubre de 2024, el periodista colombiano Nicolás Sánchez Arévalo, conocido por sus investigaciones sobre el paramilitarismo y sus vínculos con el sector empresarial, recibió amenazas de muerte tras publicar reportajes sobre la relación de Chiquita con el financiamiento de grupos armados. Estas amenazas llevaron al medio Vorágine a suspender temporalmente sus publicaciones sobre el tema.
En marzo de 2025, el Tribunal de Justicia y Paz de Colombia confirmó que Chiquita Brands financió a las AUC mediante más de 100 pagos realizados entre 1997 y 2004, a través de su filial Banadex. Estos pagos, que totalizaron 1,7 millones de dólares, se efectuaron en las regiones de Urabá antioqueño y Magdalena Medio, áreas bajo la influencia de alias Pedro Bonito. El acuerdo establecía el pago de tres centavos de dólar por cada caja de plátano exportada.

### Violaciones de los derechos de los trabajadores (Colombia)

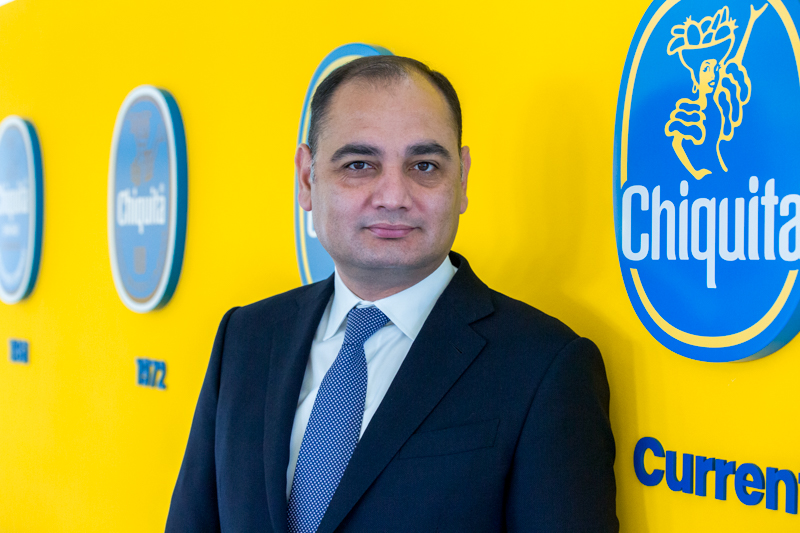
Carlos López Flores, Presidente de Chiquita

En mayo de 2007, la ONG francesa Peuples Solidaires acusó públicamente a la Compañía Bananera Atlántica Limitada (COBAL), una subsidiaria de Chiquita, por tener conocimientos de violaciones de los derechos fundamentales de los trabajadores y de poner en peligro la salud de ellos y la de sus familias, alegando que la firma de plátanos ha expuesto negligentemente a trabajadores en la plantación de Coyol (Colombia) a los pesticidas altamente tóxicos en múltiples ocasiones. Además, Peuples Solidaires acusa a la compañía de usar a una milicia privada para intimidar a trabajadores. Finalmente, Peuples Solidaires demanda que Chiquita, a pesar de un acuerdo regional entre la compañía y las uniones locales que requerían la investigación pronta de agravios, no ha hecho caso de ciertas quejas de la unión por más de un año.

## En la cultura popular
Esta marca y la música asociada a ella aparecen en el episodio «La culpa es de Lisa», perteneciente a la decimotercera temporada de Los Simpson. En dicho episodio, durante su estancia en el hotel brasileño, Bart y Homer parodian a Carmen Miranda y la marca es mencionada durante la pequeña canción del gag.